# Weird West
Weird West é um jogo eletrônico de RPG de ação desenvolvido pela WolfEye Studios e publicado pela Devolver Digital. O jogo foi lançado para Windows, PlayStation 4 e Xbox One em 31 de março de 2022.

## Jogabilidade
Weird West é um RPG de ação de cima para baixo com elementos do gênero de simulação imersiva, com elementos aleatórios em cada jogada. O jogo é baseado no gênero Weird West do qual empresta seu título, no qual o jogador assume o papel de heróis na fronteira americana que encontram elementos sobrenaturais. O jogo apresenta as histórias de cinco caçadores de recompensas. O mundo é projetado para ser interativo e responsivo à ação do jogador. Por exemplo, quando o jogador atira em uma caixa de munição, ela explode. As ações feitas pelo jogador no jogo são permanentes, o que significa que elas não podem ser desfeitas através do respawn. O jogo também apresenta um modo de morte permanente no qual o personagem do jogador e seus companheiros morrerão permanentemente. A jogabilidade real é semelhante à de um shooter twin-stick, com a equipe descrevendo-o como "versão de ação de Fallout 1 ou 2 ".

## Desenvolvimento
Raphaël Colantonio e Julien Roby, ex-produtor executivo da Arkane Studios, anunciaram em novembro de 2019 que formaram um novo estúdio, WolfEye Studios, um estúdio de vinte pessoas trabalhando de forma distributiva. Eles anunciaram seu primeiro jogo, Weird West, no The Game Awards 2019, a ser publicado pela Devolver Digital. Embora o jogo apresente elementos sobrenaturais, não foi projetado para ser um jogo de terror. Ao contrário da maioria dos sims imersivos, o jogo não foi jogado a partir de uma perspectiva em primeira pessoa e, em vez disso, adotou uma perspectiva de cima para baixo inspirada nos primeiros jogos Ultima e Fallout. Chris Avellone estava originalmente envolvido como treinador da equipe de roteiristas do jogo. Como o jogo inclui a presença de nativos americanos, a equipe convidou os Anishinaabe para garantir que sua representação no jogo seja autêntica e adicionou Elizabeth LaPensée, que é Anishinaabe e Métis, à equipe de redação do jogo. Weird Wolves, uma banda musical criada por Colantonio e Ava Gore, compôs algumas das trilhas sonoras do jogo. O jogo foi lançado em 31 de março de 2022 para Windows, PlayStation 4 e Xbox One.

## Recepção
Weird West recebeu críticas "geralmente positivas" para PC e Xbox One  e críticas "mistas ou médias" para PlayStation 4, de acordo com o agregador de críticas Metacritic.
Destructoid gostou da história convincente do jogo, mundo, exploração, combate frenético e escolha do jogador, mas lamentou a presença de problemas técnicos.  A Game Informer deu ao jogo uma nota 8,5 de 10, escrevendo: "melhores recursos de Weird West são seus personagens bem desenvolvidos e sistemas de jogabilidade profundos, mas seu valor geral de produção é abaixo do esperado." A GameSpot revisou o título de forma menos positiva, elogiando sua escrita, dinâmica de personagens e estética de ficção pulp da velha escola, enquanto questionava seu combate deselegante, sistema de moralidade binária, trabalho de câmera, sistema de atualização desequilibrado e progressão mesquinha. GamesRadar + elogiou igualmente o cenário e a liberdade do jogador para criar sua própria história enquanto citou o sistema de moralidade meticuloso como problemático. A IGN elogiou os encontros bizarros, reviravoltas, revelações e a furtividade e o combate caóticos do jogo, enquanto criticava o saque maçante e os problemas técnicos. A PC Gamer elogiou a capacidade do jogo de reagir às escolhas do jogador, mas criticou seu combate, escrevendo: "Quando a luta começa, é refrescante e misericordiosamente rápido. No entanto, entre esse estilo visual sombrio e um esquema de controle de controle duplo excessivamente complexo, nunca achei tão agradável."